# Природни споменик Стабло храста лужњака у селу Славнику
Природни споменик Стабло храста лужњака у селу Славнику је заштићени природно добро од 1968. године које се налази у малом планинском селу, Славнику, недалеко од Бојника, у општини Бојник у Јабланичком округу.

## Храст лужњак у селу Славнику
Храст лужњака у селу Славнику који се налази на самом улазу у еколошку зону, и један је од најстаријих храстова, стар око 500. година.

## Споменик природе
Стабло храста лужњака у селу Славнику је под заштитом од 24. августа 1968. године.

### Управљач
Споменик природе Стабло храста лужњака у селу Славнику поверен је на управљање Србијашумама,Шумском газдинству Лесковац, шумска секција Лебане.